# Lucífer de Càller
Lucífer de Càller o Lucífer de Caralis (Lucífer Calaritanus) (Càller, Sardenya, s. III - 370) fou un bisbe sard, defensor de l'ortodòxia catòlica contra l'arrianisme. És venerat com a sant per diverses confessions cristianes.

## Biografia
No se sap la data que va néixer, i deu haver estat al final del segle iii, a Càller. Apareix per primer cop com a bisbe de Caralis (moderna Càller) legat del papa junt amb Eusebi de Vercelli al concili de Milà el 355. Va mostrar oposició als arrians i manifestà la seva postura contrària al desterrament d'Atanasi d'Alexandria, també catòlic i desterrat per l'emperador Constanci II, que donava suport als arrians i ell mateix ho era. Lucífer i Eusebi foren enviats pel papa Liberi I a l'emperador, per protestar per la seva política proarriana.

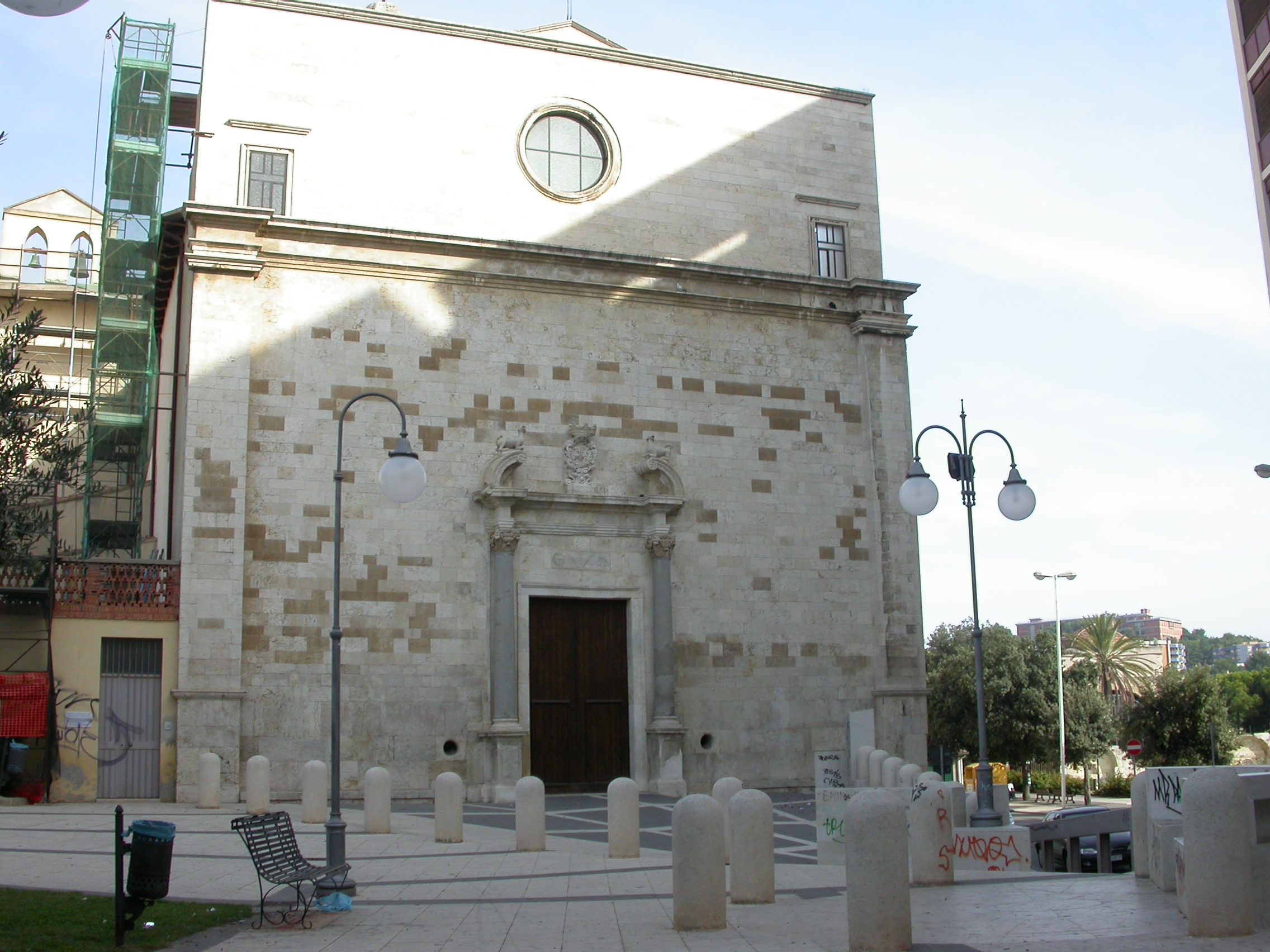
Església de San Lucifero, a Càller

Això ocasionà que fos enviat a l'exili a Síria, després a Palestina i finalment a Egipte. Quan era a Eleuteròpolis a Síria va escriure l'obra Ad Constanetium Augustum pro Sancto Athanasio Libri II, en favor de les seves tesis, però escrit en un llenguatge furiós i poc raonat. A la mort de Constanci II (362) els bisbes exiliats pogueren tornar i se'n restaurà la llibertat.
A Antioquia va ordenar bisbe el diaca Paulí, enfrontant-lo a Meleci, bisbe arrià, i enfrontant-se amb Eusebi de Vercelli, que havia anat a Síria per tractar de fer de mediador en el conflicte. Com que les seves opinions extremes no rebien suport oficial de l'església, es va retirar a Sardenya on va fundar una petita secta coneguda com els luciferians (luciferiani) segons la qual cap bisbe arrià o que hagués afavorit als arrians podia ser reintegrat a l'Església, ni que mostrés penediment o confessés els seus errors; a més, els bisbes que admetéssim els suplicatoris d'aquestos també quedarien inclosos en el mateix anatema.
Va morir vers el 370.

## Obra escrita
Va escriure algunes obres i epístoles, totes les quals es conserven excepte la primera, escrita quan fou empresonat a Milà després del concili: 

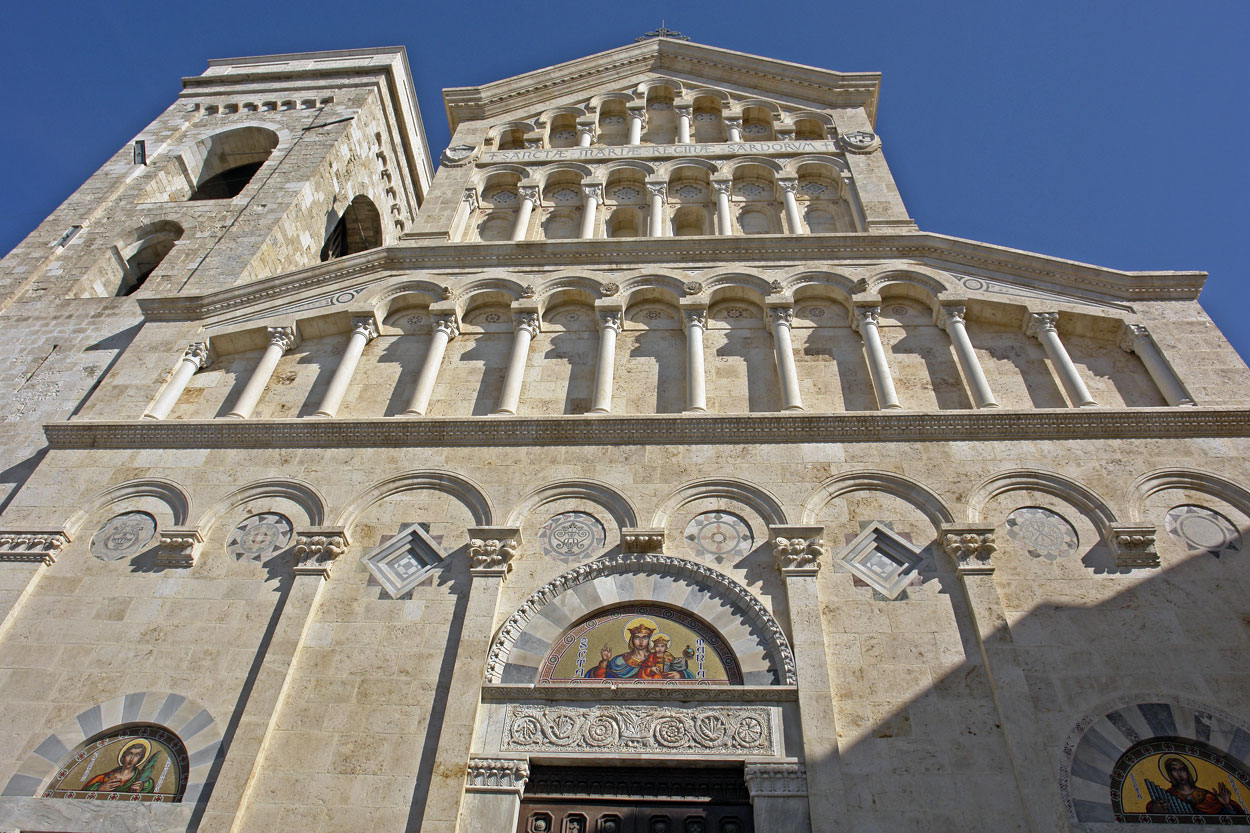
Catedral de Càller, amb les restes del sant.

- 1. Epistola ad Catholicos (vers 355, perduda)
- 2. Epistola ad Eusebium (355.)
- 3. De non conveniendo cum Haereticis (vers 357)
- 4. De Regibus Apostolicis (358)
- 5. Ad Constantium Augustuum pro Sanclo Athanasio, Libri II (vers 360).
- 6. De non parcendo in Deum delinquentibus (360)
- 7. Moriendum pro Filio Dei (361)
- 8. Epistola ad Florentium Magistirum Officiorum (361)

## Veneració
Durant el segle xvi, el bisbe Francisco Desquivel cercà els cossos de màrtirs sards i el de Lucífer fou buscat al voltant de la basílica de San Saturnino. En 1623 s'hi trobà una làpida de marbre amb la inscripció: "Hic iacet BM Lucif Crus Arcepis Callapitanus Primarius Sardine et Corice.ca fl s r me eclesiae que vixit.annis LXXXI.K.Die XX mai", i una tomba amb ossos i una làpida que deia: "A. Llucifer Epp".
Les relíquies trobades foren portades al Santuario dei Martiri de la Catedral de Santa Maria de Càller el 24 de juny de 1623.

## Santedat de Lucífer
La santedat del bisbe de Càller ha estat debatuda des de temps antics. Els seus seguidors, com Gregori d'Elvira), foren atacats per Jeroni d'Estridó a Altercatio Luciferiani et Orthodoxi (Litigi entre luciferians i ortodoxos, 378) pel seu rigorisme doctrinal i disciplinar. El mateix Jeroni, però, el lloa a De viris illustribus (392), dient que estava dotat d'una gran fortalesa d'ànim.
Ambròs de Milà, a De excessu fratris Satyri (375), el considera cismàtic. Després diversos autors es manifestaren tant a favor com en contra de considerar-lo un sant venerable. Encara en 1639, l'arquebisbe Ambrogio Machin escriu una Defensio Sanctitatis beati Luciferi (Defensa de la santedat del beat Lucífer). Urbà VIII decretà el 20 de juny de 1641 que deixés de parlar-se en públic de la qüestió, i prohibí defensar-ne o condemnar-ne la santedat fins que la Santa Seu decidís alguna cosa.